# La Palma d'Ebre
La Palma d'Ebre és un municipi a la comarca de la Ribera d'Ebre.

## Carreratge
La Palma d'Ebre fou carrer de Barcelona.
La història de la Palma d'Ebre va lligada amb la de la baronia de Flix donat que foren adquirides conjuntament el 1389 per la ciutat de Barcelona per així assegurar-se el transport fluvial. Durant la guerra contra Joan II, Barcelona perdé la senyoria de Flix i de la Palma, però vers el 1481 li foren retornades per ordre de Ferran el Catòlic.

## Geografia
- Llista de topònims de la Palma d'Ebre (Orografia: muntanyes, serres, collades, indrets..; hidrografia: rius, fonts...; edificis: cases, masies, esglésies, etc).

## Demografia
| 1497 f | 1515 f | 1553 f | 1717 | 1787 | 1857 | 1877 | 1887  | 1900 | 1910  |
| ------ | ------ | ------ | ---- | ---- | ---- | ---- | ----- | ---- | ----- |
| 27     | 27     | 32     | 65   | 340  | 890  | 986  | 1.011 | 989  | 1.168 |

| 1920  | 1930 | 1940 | 1950 | 1960 | 1970 | 1981 | 1990 | 1992 | 1994 |
| ----- | ---- | ---- | ---- | ---- | ---- | ---- | ---- | ---- | ---- |
| 1.154 | 890  | 803  | 707  | 674  | 613  | 477  | 472  | 453  | 453  |

| 1996 | 1998 | 2000 | 2002 | 2004 | 2006 | 2008 | 2010 | 2012 | 2014 |
| ---- | ---- | ---- | ---- | ---- | ---- | ---- | ---- | ---- | ---- |
| 421  | 418  | 419  | 411  | 403  | 398  | 416  | 425  | 396  | 371  |

| 2016 | 2018 | 2020 | 2022 | 2024 | 2026 | 2028 | 2030 | 2032 | 2034 |
| ---- | ---- | ---- | ---- | ---- | ---- | ---- | ---- | ---- | ---- |
| 363  | 353  | 338  | 341  | 335  | -    | -    | -    | -    | -    |

## Eleccions al Parlament de Catalunya del 2012
| Candidatura | Candidatura   | Cap de llista          | Vots | Regidors | % vots |
| ----------- | ------------- | ---------------------- | ---- | -------- | ------ |
|             | CiU           | Artur Mas              | 156  |          | 60,46  |
|             | ERC           | Oriol Junqueras        | 50   |          | 19,37  |
|             | PSC           | Pere Navarro           | 25   |          | 9,68   |
|             | ICV-EUiA      | Joan Herrera           | 11   |          | 4,26   |
|             | CUP           | David Fernández        | 8    |          | 3,1    |
|             | PPC           | Alicia Sánchez-Camacho | 7    |          | 2,71   |
|             | Vots en blanc |                        | 1    |          | 0,39   |
|             | Altres        |                        | 0    |          | 0      |
| Total       | Total         | 259                    | 259  |          | 80,94  |

## Llocs d'interès

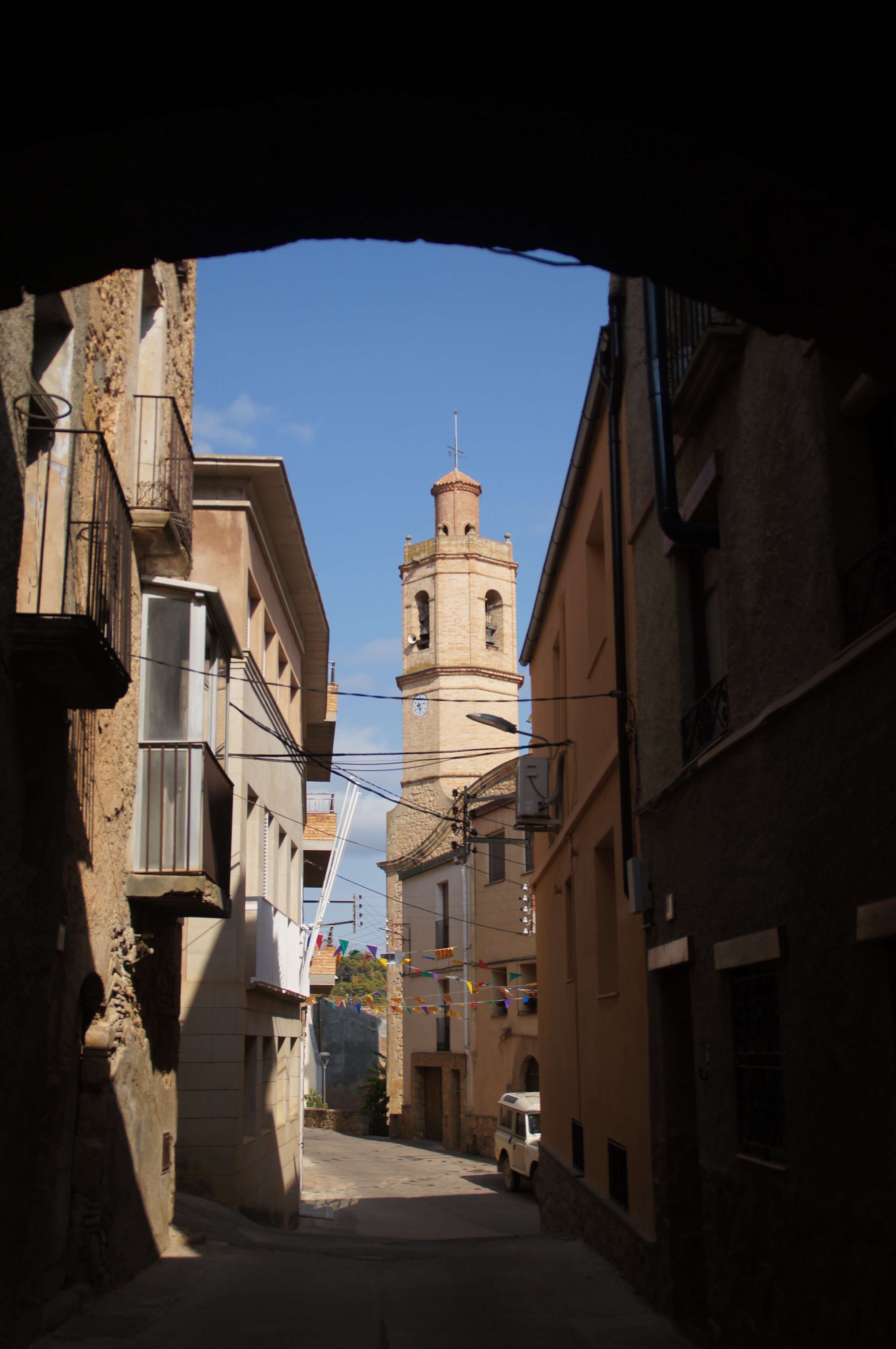
Fotografia des de sota un perxe.

- Nucli històric de la Palma d'Ebre, la presó i el castell. En el nucli antic de la Palma podem trobar un seguit de perxes d'origen medieval als carrers del Recó i dels Perxes. Als baixos de la casa de la vila podem trobar les restes del que fou l'antiga presó de la vila (any 1450) i una mica més amunt el conegut castell on actualment hi ha l'antic dipòsit de l'aigua construït el 1924.
- Església de Santa Maria romànica o església vella (s. XII-XIII, XVII) dedicada a la Mare de Déu del Roser està situada a la part alta del poble formant un pintoresc conjunt arquitectònic, històric i artístic. Juntament amb l'església de Sant Joan (Llaberia, Tivissa) constitueix l'exemple més reeixit del romànic a les Terres de l'Ebre.
- Mare de Déu de l'Assumpció. És l'església parroquial nova (s. XIX).
- Pi de Cal Pino, és un pi blanc de dimensions excepcionals, declarat arbre monumental i considerat el pi blanc més gran de Catalunya. La seva soca té un perímetre de 5,75 m i està situat a un turó a 300m de la població seguint l'antic camí de la Granadella.
- Font Vella és una antiga construcció d'època àrab a la península Ibèrica (s. X aprox.). Ha estat fins al primer quart del segle xx fontmunicipal del poble, és Situada sota el poble al barranc dels Montblanquets. Actualment es troba en ruïnes i al seu voltant es poden contemplar el que van ser les antigues piscines municipals, també en abandó.

## Fills il·lustres
- Francesc Xavier Ciuraneta Aymí
- Marta Rojals, escriptora, articulista, professora d'arquitectura.
- Rossend Escolà Cubells, pintor, escriptor, historiador, assagista.